# 郵政省

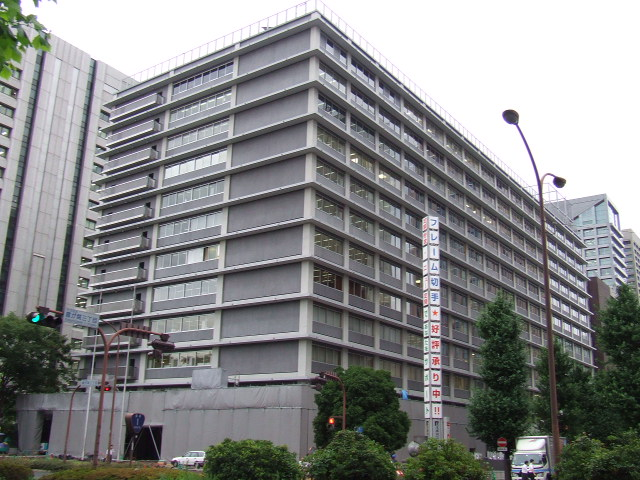
郵政省本廳舍，及後曾為日本郵政總部大樓，直至2018年後遷出

郵政省（日语：／ Yūsei shō */?）是日本曾存在的一個中央省廳，除了負責管理與經營郵政事業（包括郵遞、郵政儲金、郵政匯票、郵政匯款、簡易人壽保險等）之外，還肩負電信與廣播事業的管理工作。其首長為郵政大臣。

## 來歷
- 1949年6月1日 - 遞信省之二省（郵電）分離時，電氣通信省和郵政省同時設置[1]。
- 1952年8月1日 - 電氣通信省改制為日本電信電話公社後，總理府電波監理委員會被廢止，其所轄的電信監督行政、以及電波監理行政業務由郵政省承接。
- 2001年1月6日 - 中央省廳再編實施時，郵政省被廢止，其郵政經營部門改編為郵政事業廳，其餘部門則與自治省、總務廳統合為總務省。

## 郵政省之組織（本省）
- 郵政大臣
- 事務次官
- 郵政審議官
- 大臣官房
  - 秘書課
  - 總務課
  - 企畫課
  - 主計課
  - 人事部
  - 財務部
  - 施設部
  - 國際部
  - 首席監察官
- 郵務局
- 貯金局
- 簡易保險局
- 通信政策局
- 電氣通信局
- 廣播行政局

## 中央省廳再編後之組織變遷

### 郵政事業部門
總務省之內部部局「郵政企畫管理局」
管轄郵政事業之制度企畫立案、經營之基本事項等。
2003年4月1日，日本郵政公社設立時名稱改為「郵政行政局」，並縮小規模。
總務省之外局「郵政事業廳」
管轄郵政事業之實施。
2003年4月1日，設置特殊法人「日本郵政公社」從總務省獨立，2007年10月1日，成立民營化之日本郵政集團。
總務省郵政公社統括官
為使郵政事業廳成功轉型為日本郵政公社，在公社設立前，設置局長級之郵政公社統括官。
郵政公社統括官併置移行準備組織。

### 電氣通信・廣播行政
總務省之內部部局「情報通信政策局」
統合通信政策局和廣播行政局成立。
總務省之內部部局「總合通信基盤局」
統合電氣通信局和大臣官房國際部成立。

## 所轄研究所
- 郵政省通信總合研究所（旧・遞信省電氣試驗所→郵政省電波研究所、現在的獨立行政法人情報通信研究機構）

## 關連施設
舊郵政省管轄下之關連病院。

### 日本郵政（JP）
- 札幌遞信病院
- 仙台遞信病院
- 橫濱遞信病院
- 東京遞信病院
- 新潟遞信病院
- 富山遞信病院
- 名古屋遞信病院
- 京都遞信病院
- 大阪北遞信病院
- 神戶遞信病院
- 廣島遞信病院
- 德島遞信病院
- 福岡遞信病院
- 鹿兒島遞信病院

### 日本電信電話（NTT）
- 關東遞信病院（現・NTT東日本關東病院）
- 大阪遞信病院（現・NTT西日本大阪病院）

## 關連項目
- 郵政
- 郵政事業廳
- 日本郵政公社
- 日本郵政
- 日本放送協會